# Михалёв, Василий Павлович (Герой Советского Союза)
Васи́лий Па́влович Михалёв (2 марта 1917 — 10 декабря 2006) — советский военный, полковник, Герой Советского Союза, военный лётчик 1-го класса.

## Биография
Родился 2 марта 1917 года в городе Верхнеудинске (Улан-Удэ) в семье рабочего. Окончил 7-ми классную школу, школу фабрично-заводского ученичества и аэроклуб. В 1937 году, как один из лучших пилотов, был оставлен при аэроклубе в Улан-Удэ лётчиком-инструктором.
В 1940 году был призван в РККА. В том же году окончил Ульяновскую военную авиационную школу пилотов. Служил лётчиком-инструктором той же школе. Член КПСС с 1941 года.
Весной 1943 года прошёл переподготовку, освоил новый истребитель Як-7б и в мае 1943 года прибыл в 508-й истребительный авиационный полк на Воронежский фронт.
В первом воздушном бою 22 мая 1943 года на подступах к своему аэродрому сбил два бомбардировщика противника (Ju 88), один из них тараном. Произвёл посадку на повреждённом самолёте. За этот бой был награждён орденом Отечественной войны 2-й степени. Через неделю младший лейтенант Михалёв был назначен командиром эскадрильи.
В июле полк был выведен на переформирование. В городе Иваново осваивал американский истребитель P-39Q «Аэрокобра». В октябре 1943 года убыл на фронт под Харьков. 20 октября 1943 года Михалёв совершил второй таран вражеского самолёта.
В составе 5-й воздушной армии принимал участие в Ясско-Кишинёвской операции. 1 июня 1944 года получил ранение. В госпитале узнал о присвоении звания Героя Советского Союза. Указом Президиума Верховного Совета СССР от 1 июля 1944 года за образцовое выполнение боевых заданий командования и проявленные при этом мужество и героизм командир эскадрильи 508-го истребительного авиационного полка 205-й истребительной авиационной дивизии 7-го истребительного авиационного корпуса 5-й Воздушной армии старшему лейтенанту Михалёву Василию Павловичу присвоено звание Героя Советского Союза.
Войну закончил в звании майора и в должности заместителя командира полка. За время войны Михалёв совершил 159 боевых вылетов, произвёл 49 воздушных боёв, сбил 23 самолёта лично и 14 в группе: из них 24 бомбардировщика и 13 истребителей.
Продолжил службу в армии. Одним из первых освоил реактивный самолёт. Одним из первых в стране получил почётное звание «Военного лётчика 1-го класса». В 1950 году окончил Высшие лётно-тактические курсы усовершенствования офицерского состава. В 1958 году в звании полковника ушёл в запас с должности помощника командира авиационной дивизии.
Жил в городе Куйбышеве. Работал инженером по оборудованию в тресте «Волгоэнергомонтаж». Участник юбилейных Парадов Победы.
Василий Павлович умер 10 декабря 2006 года. Похоронен в Самаре на Аллее Героев городского кладбища.

## Награды
- Медаль «Золотая Звезда» Героя Советского Союза (01.07.1944)[1].
- Орден Ленина (01.07.1944).
- Орден Ленина (28.02.1944)[4].
- Орден Красного Знамени (21.01.1944)[5].
- Орден Александра Невского (25.09.1944)[6].
- Орден Отечественной войны 1-й степени (06.04.1985)[7].
- Орден Отечественной войны 2-й степени (09.06.1943)[2].
- Орден Красной Звезды.
- Медали.

Других государств
- Медаль признательности и народной благодарности «За военные заслуги» (КНР)
- Медаль «Китайско-советской дружбы» (КНР)